# 심지원
심지원(沈之源, 1593년 ~ 1662년)은 조선의 문신이다. 자는 원지(源之), 호는 만사(晩沙), 본관은 청송(靑松)이다. 효종의 부마도위(駙馬) 청평도위(靑平都尉) 심익현(沈益顯)의 아버지이다.

## 생애

### 광해군조
1620년(광해군 12년) 정시문과에 급제하였으나 대북파(大北派)의 중심인물 이이첨(李爾瞻)의 심복이었던 종조부 심종도(沈宗道)가 대북파에 가담하기를 요청하자 따르지 않고 벼슬에 오르지 않고 낙향하여 은거하였다.

### 인조조
세자시강원 설서, 사간원 정언, 홍문관 수찬, 충청도 암행어사, 사헌부 지평, 사간원 헌납, 홍문관 교리, 강원도 암행어사, 함경도 안찰어사, 사헌부 집의, 홍문관 응교, 사간원 사간, 영천군수를 거쳐, 다시 사헌부 집의로 있을 때인 1636년 병자호란이 일어나자 노모 때문에 뒤늦게 왕이 있는 남한산성으로 달려갔으나 이미 길이 막혀 들어가지 못하였다. 조익(趙翼) · 윤계(尹啓) 등과 의병을 모집하려 했으나 윤계가 죽어 실패하였다. 이에 강화도로 들어가 적에 항거하려 했으나, 강화마저 함락되자 죽을 기회도 잃게 되었다. 이것이 죄가 되어 대간의 탄핵을 받아 7년동안 벼슬길이 막혔다. 1643년 홍주목사로 다시 서용되고, 이후, 이조참의, 동부승지, 대사간, 대사성, 좌부승지, 호조참의를 지냈다.

### 효종조
우승지, 좌승지, 도승지, 대사간, 평안도 관찰사, 대사헌, 동지의금부사, 대사헌, 병조참판 겸 동지의금부사를 거쳐, 이조참판 겸 동지경연관사로 있을 때인 1652년(효종 3년) 아들 심익현(沈益顯)이 효종의 둘째 딸 숙명공주와 혼인하여 청평도위(靑平都尉)가 되었다. 효종과 사돈지간이 되자, 곧 바로 형조판서에 제수되고, 이조판서 겸 지경연관사 겸 세자시강원 좌빈객이 되었다. 1653년 정조사(正朝使)로서 청나라에 다녀온 후, 1654년 형조판서, 행 대사간, 겸 지경연관사, 행 대사헌, 이조판서를 거쳐 우의정, 1656년 좌의정, 1657년 영중추부사가 되어 동지 겸 사은사(冬至兼謝恩使)로 청나라에 다녀와서 1658년 영의정에 올랐다. 이후, 영의정으로 훈련도감 도제조를 겸하고, 1659년 다시 좌의정이 되었다. 그 해 5월, 효종이 승하하자, 원상(院相)이 되었다. 그리고, 총호사(摠護使)도 겸하였다.

### 현종조
효종이 승하하자, 좌의정으로서 원상(院相)과 총호사(摠護使)를 겸하였다. 1662년(현종 3년) 1월 28일 서거할 때까지 좌의정을 역임하였다.

## 평가
좌의정 심지원(沈之源)이 죽었다.

삼가 살피건대, 지원은 일찍 과거에 합격하여 청요직(淸要職)을 역임하였다. 그뒤 병자 호란 때 미처 어가를 수행하지 못해 유배를 당했다가 석방된 뒤로 주군(州郡)이나 맡으며 초라하게 지냈는데, 그의 아들 심익현(沈益顯)이 부마(駙馬)가 되면서부터 다시 기세를 떨쳐 마침내 정승의 지위에까지 올랐다. 일 처리를 우물쭈물하고 자리만 지킨다는 비난이 있긴 하였으나, 경박한 논의를 좋아하지 않았고 전형(銓衡)의 책임자로 있으면서도 뇌물과 관련된 소문이 없었으므로, 사람들이 이 때문에 꽤 칭찬하였다.— 현종실록 5권, 현종 3년 1월 28일 임인 1번째기사

자의대왕대비(慈懿大王大妃)의 복제 문제(服制問題)로, 서인의 영수로서 송시열(宋時烈)의 뜻을 쫓으면서도 남인 조경(趙絅)을 적극 신구(伸救: 억울함을 펴도록 구원함)하기도 하였다.

심지원의 정치적 견해는 상당히 소극적이었던 것으로 이해된다. 김홍욱(金弘郁)의 억울함을 알면서도 적극적으로 신구하지 못한 점, 강화설진(江華設鎭)을 반대한 점, 양역(良役)의 폐를 알고 있으면서도 사족(士族)에 대한 수포(收布)에 적극 반대한 사실이 이를 입증한다고 하겠다.— 한국민족문화대백과 - 심지원(沈之源)

## 유고
- 《만사고(晩沙稿)》
- 《정창연비(鄭昌衍碑)》
- 《심지원 시》 (1625년작, 성균관대학교 박물관 소장) - 함평 현감(咸平縣監)으로 가는 박정(朴炡)을 송별하여 쓴 시

## 배향
- 《송곡서원(松谷書院)》 (경북 영천)

## 심지원 묘 및 신도비
《심지원 묘 및 신도비》는 경기도 파주시 광탄면 분수리에 있다. 봉분 앞에는 묘비·상석·향로석이 있으며, 상석 전방으로 좌우에 망주석과 문인석이 1쌍씩 배열되어 있다. 묘역 좌측아래에 신도비가 있는데 전체높이가 295cm, 비높이 208cm, 너비 100cm, 두께 35.5cm이다. 비문은 김수항(金壽恒)이 글을 짓고 신익상(申翼相)이 글과 전액(篆額)을 써서 숙종 12년(1686)에 건립하였다. 1992년 12월 31일 경기도의 기념물 제137호로 지정되었다.

## 기타
윤휴, 허목 등의 학행을 높이 평가하여 이들을 발탁하였다.

## 청송 심씨와 파평 윤씨의 송사
심지원이 1614년 윤관 장군의 묘를 파헤치고, 그 자리에 자신의 조상의 묘를 조성한 사건이 원인이 되어, 2006년까지 파평 윤씨와 무려 392년 동안이나 두 가문이 싸웠다.

## 가족 관계사10대조:심덕부- 문하시중, 영삼사사, 문하부 좌정승, 청성백
- 9대조 : 심징 - 세종의 국구 청천부원군 심온(靑川府院君 沈溫) · 태조 이성계의 부마 청원군 심종(淸原君 沈淙)의 형, 경창부윤
- 8대조 : 심석준 - 군자감 판관, 증 호조판서, 양혜공(良惠公)
- 7대조 : 심선 - 경기도 관찰사 증 영돈녕부사
- 6대조 : 심안인 - 세종의 부마 청성위 심안의(靑城尉 沈安義)의 형, 경상우도 병마절도사, 증 병조참판
- 5대조 : 심빈 - 안성군수, 증 이조판서
- 고조부 : 심광언 - 형조판서, 우참찬, 호안공(胡安公)
- 증조부 : 심금 - 과천현감, 사헌부 감찰, 증 이조판서
- 증조모 : 민전향(閔荃香, 1530 ~ ?) - 군수 민희열(閔希悅)의 장녀, 정숙옹주의 손녀
  - 종조부 : 심종도(沈宗道, 1549 ~ ?) - 심종침의 형, 호조참의, 대북파(大北派)의 중심인물 이이첨(李爾瞻)의 심복
  - 조부 : 심종침 - 숙천부사, 증 좌찬성
  - 조모 : 단양 우씨 - 우인수(禹仁秀)의 딸
    - 아버지 : 심설(沈偰) - 사산감역, 증 영의정
    - 어머니 : 전주 이씨 - 청원도정 이간(靑原都正 李侃)의 딸
      - 여동생 : 심예정(沈禮靜, 1596 ~ ?)
      - 여동생 : 심경정(沈敬靜, 1599 ~ ?)
      - 남동생 : 심지홍(沈之泓, 1603 ~ ?)
      - 여동생 : 심말정(沈末正, 1606 ~ ?)
      - 정부인 : 안동 권씨 - 좌랑 권득기(權得己)의 딸, 판서 권극례(權克禮)의 손녀
      - 두 번째 부인 : 해평 윤씨 - 부사 윤종지(尹宗之)의 딸, 좌찬성 윤근수(尹根壽)의 증손녀
        - 장남 : 심익선 - 풍덕부사
        - 며느리 : 남양 홍씨 - 병자호란 삼학사 충정공 홍익한(忠正公 洪翼漢)의 딸
          - 손자 : 심정기 - 삭녕군수
          - 손자며느리 : 전주 이씨 - 선조의 왕자 인성군(仁城君)의 삼남 해원군(海原君)의 딸
          - 손자 : 심정로 - 고성군수
          - 손자며느리 : 창원 황씨
          - 손자 : 심정구 - 통천군수
          - 손자며느리 : 청주 한씨
          - 손녀 : 청송 심씨
          - 손녀사위 : 양주 조씨 조태채(趙泰采) - 노론 4대신, 좌의정, 한진그룹 창업주 조중훈의 8대조, 한진그룹 회장 조양호의 9대조
            - 외증손자 : 조관빈(趙觀彬) - 형조판서 · 문형

        - 차남 : 심익상 - 해주목사
        - 며느리 : 한산 이씨 - 참찬 이홍연(李弘淵)의 딸
          - 손자 : 심정규
          - 손자며느리 : 광산 김씨 - 대사헌 김익경(金益炅)의 딸, 이조판서 대제학 김익희(金益熙)의 조카, 형조참판 사계 김장생(沙溪 金長生)의 증손녀
          - 손녀 : 청송 심씨
          - 손녀사위 : 양주 조씨 조태기(趙泰耆) - 소론의 거두 좌의정 조사석(趙師錫)의 아들, 소론의 영수 영의정 조태구(趙泰耉)의 동생, 노론 4대신 좌의정 조태채의 사촌, 목사

        - 삼남 : 심익현 - 효종의 부마도위(駙馬), 청평도위(靑平都尉)
        - 며느리 : 숙명공주 - 효종과 인선왕후의 딸
          - 손자 : 심정보 - 한성부 우윤
          - 손자며느리 : 온양 정씨 - 이조판서 정유악(鄭維岳)의 딸
          - 손자며느리 : 전주 이씨 - 판돈녕부사 이정영(李正英)의 딸
            - 증손자 : 심협 - 사헌부 집의
            - 증손자며느리 : 백천 조씨 · 광산 김씨
              - 고손자 : 심도진 - 진사
                - 5세손 : 심우영
                  - 6세손녀 : 청송 심씨
                  - 6세손녀사위 : 여흥 민씨 민두호(閔斗鎬) - 내무독판
                    - 외7세손 : 민영휘(閔泳徽) - 내무독판 · 일제 자작

                  - 6세손녀 : 청송 심씨
                  - 6세손녀사위 : 전주 이씨 완림군 이재원(完林君 李載元) - 내무독판 · 종정경 · 판돈녕부사
                    - 외7세손 : 이기용(李埼鎔) - 일제 자작 · 일제 귀족원(상원) 의원
                    - 외7세손녀 : 전주 이씨
                    - 외7세손녀사위 : 청송 심씨 심상만(沈相萬) - 대제학 · 영의정 심상규(沈象奎)의 증손자, 이조참의 · 대사성 · 비서승 · 경효전 제조 · 영희전 제조 · 종묘서 제조 · 봉상사 제조 · 장례원 소경 · 홍릉 제조 · 기로소 비서장

            - 증손자 : 심사맹
            - 증손자며느리 : 전주 이씨
            - 증손자 : 심사하 - 문인화가, 진사
            - 증손자며느리 : 청주 이씨
            - 증손자 : 심사유
            - 증손자며느리 : 연일 정씨 - 영의정 정호(鄭澔)의 딸
            - 증손녀 : 청송 심씨
            - 증손녀사위 : 광산 김씨 김원택(金元澤) - 한성부 판윤
              - 외고손 : 김상복(金相福) - 영의정

          - 손자 : 심정협 - 상의원 첨정
          - 손자며느리 : 풍양 조씨 - 진사 조상정(趙相鼎)의 딸, 예조판서 조형(趙珩)의 손녀
            - 증손자 : 심사주 - 전주부사
            - 증손자며느리 : 연안 이씨 - 군수 이주신(李舟臣)의 딸, 숙종의 국구 광성부원군(光城府院君) 김만기(金萬基)의 외손녀

        - 사남 : 심익창 - 성천부사, 경종조의 왕세제였던 연잉군(영조) 시해 미수사건에 연루되어 영조 때 처형됨.
        - 며느리 : 성산 이씨 · 사천 목씨
          - 손자 : 심정옥
          - 손자며느리 : 부여 서씨 · 문화 류씨
          - 손자 : 심정주 - 문인화가, 묵포도도의 대가
          - 손자며느리 : 하동 정씨 - 문인화가 사간 정유점(鄭維漸)의 딸
            - 증손자 : 현재 심사정(玄齋 沈師正) - 문인화가, 겸재 정선(謙齋 鄭敾), 관아재 조영석(觀我齋 趙榮祏) 또는 공재 윤두서(恭齋 尹斗緖)와 더불어 삼재(三齋)
            - 증손자며느리 : 백천 조씨
              - 고손자 : 심욱진
                - 5대손 : 심배영
                  - 6대손 : 심낙우
                    - 7대손 : 심노혁
                      - 8대손 : 심원희
                        - 9대손 : 심종필
                          - 10대손 : 심영구 - 용인정보고등학교 창립 · 초대 교장 · 덕영학원 초대 이사장, 교육부 교육위원, 수필가, 서예가, 백미문학회 창립 · 초대 회장

          - 손자 : 심정석
          - 손자며느리 : 한산 이씨
          - 손자 : 심정신
          - 손자며느리 : 평산 신씨 - 돈녕부 도정 평운군(平雲君) 신성하(申聖夏)의 딸, 소론의 영수 반남 박씨 좌의정 문묘배향공신 박세채(朴世采)의 외손녀, 영의정 신완(申琓)의 손녀
          - 손자며느리 : 평산 신씨 - 진사 신익돈(申益惇)의 딸, 수군절도사 신명전(申命全)의 손녀
          - 손자 : 심정악
          - 손자며느리 : 능성 구씨

        - 오남 : 심익성 - 태인현감, 증 이조판서
        - 며느리 : 광산 김씨 - 좌승지 김만균(金萬均)의 딸, 이조판서 대제학 김익희(金益熙)의 손녀, 이조참판 김반(金槃)의 증손녀, 형조참판 사계 김장생(沙溪 金長生)의 고손녀
          - 손자 : 심정채 - 지중추부사
          - 손자며느리 : 덕수 이씨
            - 증손녀 : 청송 심씨
            - 증손녀사위 : 안동 김씨 김이복(金履福) - 노론 벽파의 영수 청송 심씨 영의정 심환지(沈煥之)의 장인, 부사

          - 손자 : 심정기 - 동지돈녕부사
          - 손자며느리 : 한산 이씨 · 전주 이씨 · 밀양 박씨
          - 손자 : 심정서 - 증 사복시정
          - 손자며느리 : 전주 이씨
          - 손자 : 심정최 - 지중추부사
          - 손자며느리 : 남양 홍씨 · 파평 윤씨
            - 증손자 : 심사민 - 정릉직장, 증 이조참의
              - 고손자 : 심의진 - 의령현감, 증 이조참판
                - 5대손 : 심돈영 - 승지, 대사성, 이조참판
                  - 6대손 : 심낙성 - 통덕랑
                    - 7대손 : 심노철
                      - 8대손 : 심원목 - 궁내부 주사
                        - 9대손 : 심종익
                          - 10대손 : 심봉구 - (주)선광/선명그룹 회장
                          - 10대손 : 심명구 - (주)선광/선명그룹 창립 · 초대 회장, 경인일보 사장, 한국관세사회 회장
                            - 11대손 : 심장식 - (주)선광/선명그룹 사장, 화인파트너스 창립 · 초대 사장, 한국개발금융 사장, (주)선광/선명그룹 회장
                            - 11대손 : 심충식 - 선광문화재단 창립 · 초대 이사장, 인천항만물류협회 회장, (주)선광/선명그룹 사장 · 부회장

                          - 10대손 : 심영구 - 서울본부세관장
                          - 10대손 : 심병구 - 서울대학교 경영대학 교수, 서울대학교 경영연구소 소장, 한국 경영학회 · 증권학회 · 재무학회 회장, 서울대학교 경영대학 학장, 서울대학교 증권금융연구소 소장, 서울대학교 명예교수
                          - 10대손 : 심정구 - (주)선광/선명그룹 사장, 제12·13·14·15대 국회의원, 국회재무위원장 · 국회예산결산특별위원장, 한국관세사회 회장, (주)선광/선명그룹 부회장, 선광문화재단 이사장, (주)선광/선명그룹 명예회장

                        - 9대손 : 심종성 - 세무공무원
                          - 10대손 : 심준구 - (주)선광/선명그룹 이사
                          - 10대손 : 심윤구 - (주)선광/선명그룹 이사
                          - 10대손 : 심범구 - (주)선광/선명그룹 이사

            - 증손녀 : 청송 심씨
            - 증손녀사위 : 청주 한씨 한정유(韓鼎裕) - 영의정 한익모(韓翼謩)의 아들, 승지

          - 손자 : 심정수
          - 손자며느리 : 안동 김씨
            - 증손자 : 심사중
              - 고손자 : 심상진
                - 5대손 : 심춘영
                  - 6대손 : 심낙서
                    - 7대손 : 심노광
                      - 8대손 : 심원규
                        - 9대손 : 심종완 - 3·1운동 독립유공자
                          - 10대손 : 심헌구 - 제5·6·7대 춘천시장
                          - 10대손 : 심찬구 - 감사원 국장(관리관), 시설안전기술공단 부이사장, (주)성호철관 회장, 세광종합기술단 회장
                            - 11대손 : 심의식 - 아이스하키 선수 · 아이스하키 감독

        - 딸 : 청송 심씨
        - 사위 : 덕수 이씨 이광하(李光夏) - 한성부 판윤
          - 외손자 : 이집(李㙫) - 좌의정

      - 사돈 : 조선 제17대 효종
      - 사돈 : 인선왕후 덕수 장씨(仁宣王后 德水 張氏) - 우의정 신풍부원군 문충공 장유(張維)의 딸
      - 사돈 : 홍익한(洪翼漢) - 병자호란 삼학사
      - 사돈 : 김만균(金萬均) - 이조판서 대제학 김익희(金益熙)의 아들, 이조참판 김반(金槃)의 손자, 형조참판 사계 김장생(沙溪 金長生)의 증손자

## 참조
- 《인조실록》
- 《효종실록》
- 《현종실록》
- 《한국민족문화대백과》

1. ↑  인조실록 5권, 인조 2년 3월 7일 신유 5번째기사
2. ↑  인조실록 15권, 인조 5년 1월 6일 갑술 5번째기사
3. ↑  인조실록 20권, 인조 7년 2월 30일 병진 2번째기사
4. ↑  인조실록 23권, 인조 8년 8월 21일 무진 2번째기사
5. ↑  효종실록 8권, 효종 3년 5월 3일 계유 1번째기사
6. ↑  효종실록 20권, 효종 9년 7월 8일 계묘 1번째기사
7. ↑  효종실록 20권, 효종 9년 11월 19일 임자 1번째기사
8. ↑  효종실록 21권, 효종 10년 5월 4일 갑자 8번째기사
9. ↑  현종실록 1권, 현종 즉위년 5월 4일 갑자 3번째기사